# 芦谷あばよ
芦谷 あばよ（あしたに あばよ、1986年6月17日 - ）は、日本の漫画家。新潟県魚沼市出身。男性。血液型はO型。
第11回にいがたマンガ大賞において「平成ゴッホ」で大賞、第243回スピリッツ賞で奨励賞を受賞。

## 主な作品
- あふれる、愛。
- ＰiNKな彼女
- THE DUST99
- 狂鳴街（原作：神谷信二）
- 林檎物語（原作：ぴぐ）
- 100％の女の子に出会える可能性について。
- 鬼村の罪業
- 親切なお隣さん